# Diecéze Ath Truim
Diecéze Ath Truim je titulární diecéze římskokatolické církve.

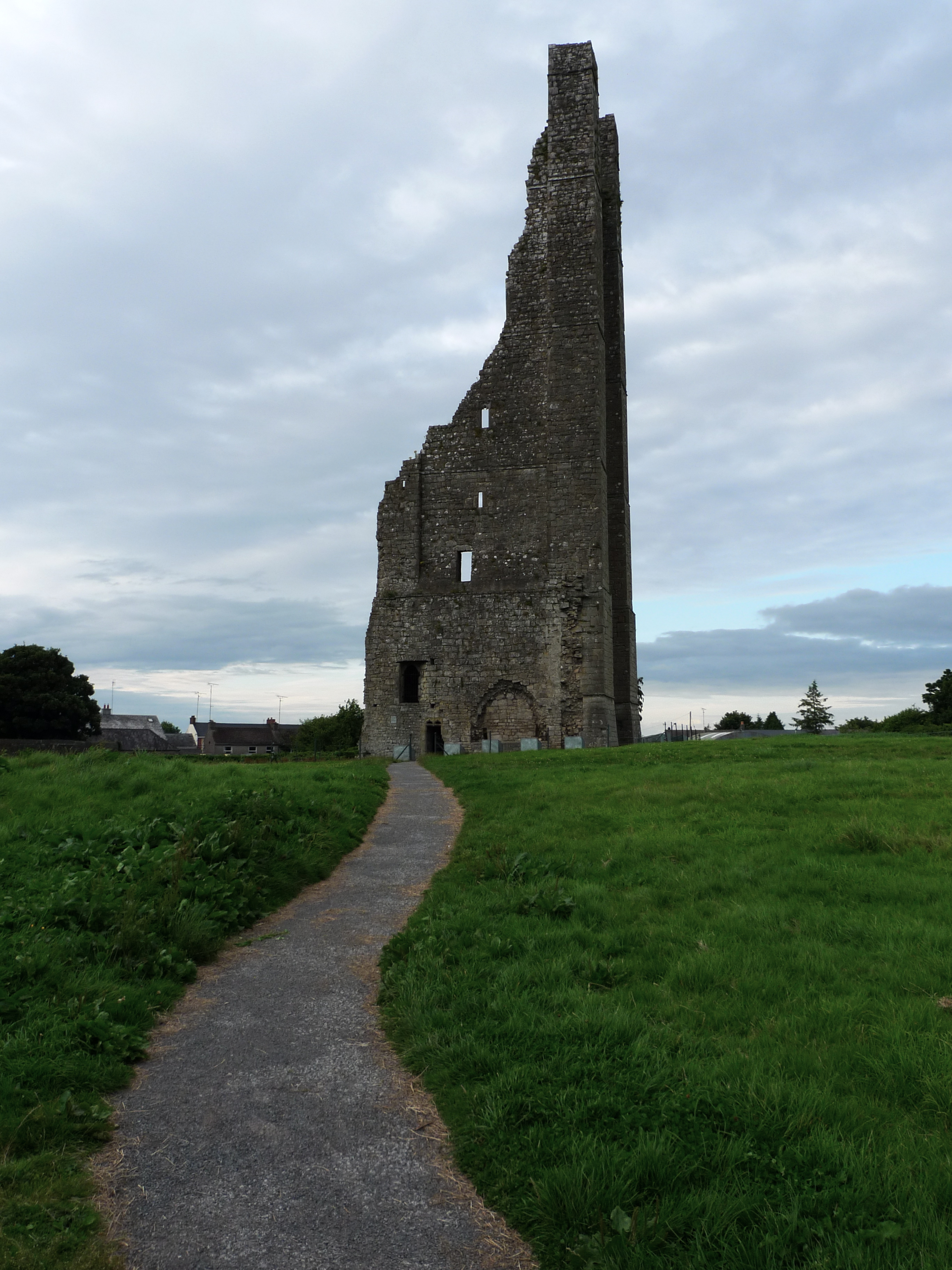
Zřícenina stavby v Ath Truim

## Historie
Klášterní sídlo Ath Truim bylo založeno v 5. století svatým Patrikem, který vysvětil jeho prvního biskupa Svatého Lumana, poté jmenoval druhého biskupa svatého Forcherna a čtvrtého Cormaca.
Diecéze není jmenována roku 1111 mezi stanovenými diecézemi synodem v Ráth Breasail, ani roku 1152 na synodem v Kells. Byla jednou z klášterních sídel které nepřežilo ve 12. století reorganizaci Irské církve. Její území bylo začleněno do diecéze Meath.
Je využívána jako titulární biskupské sídlo; současným titulárním biskupem je John Joseph O'Hara, pomocný biskup New Yorku.

## Seznam biskupů
- Svatý Luman (5. století)
- Svatý Forcherne (5. století)
- Svatý Cathald (5. století)
- Cormac I. (460 - 480)
- Svatý Cormac II. (? - 741)
- Suibhne (? - 791)
- Ceanfoilly (? - 819)

## Seznam titulárních biskupů
- 1970 - 1976 Miguel Fenelon Câmara Filho
- 1990 - 2006 Michael Mary O'Shea, O.S.M.
- 2006 - 2009 Gregory O'Kelly, S.J.
- od 2014 John Joseph O'Hara